# クリエイティブヘッズ

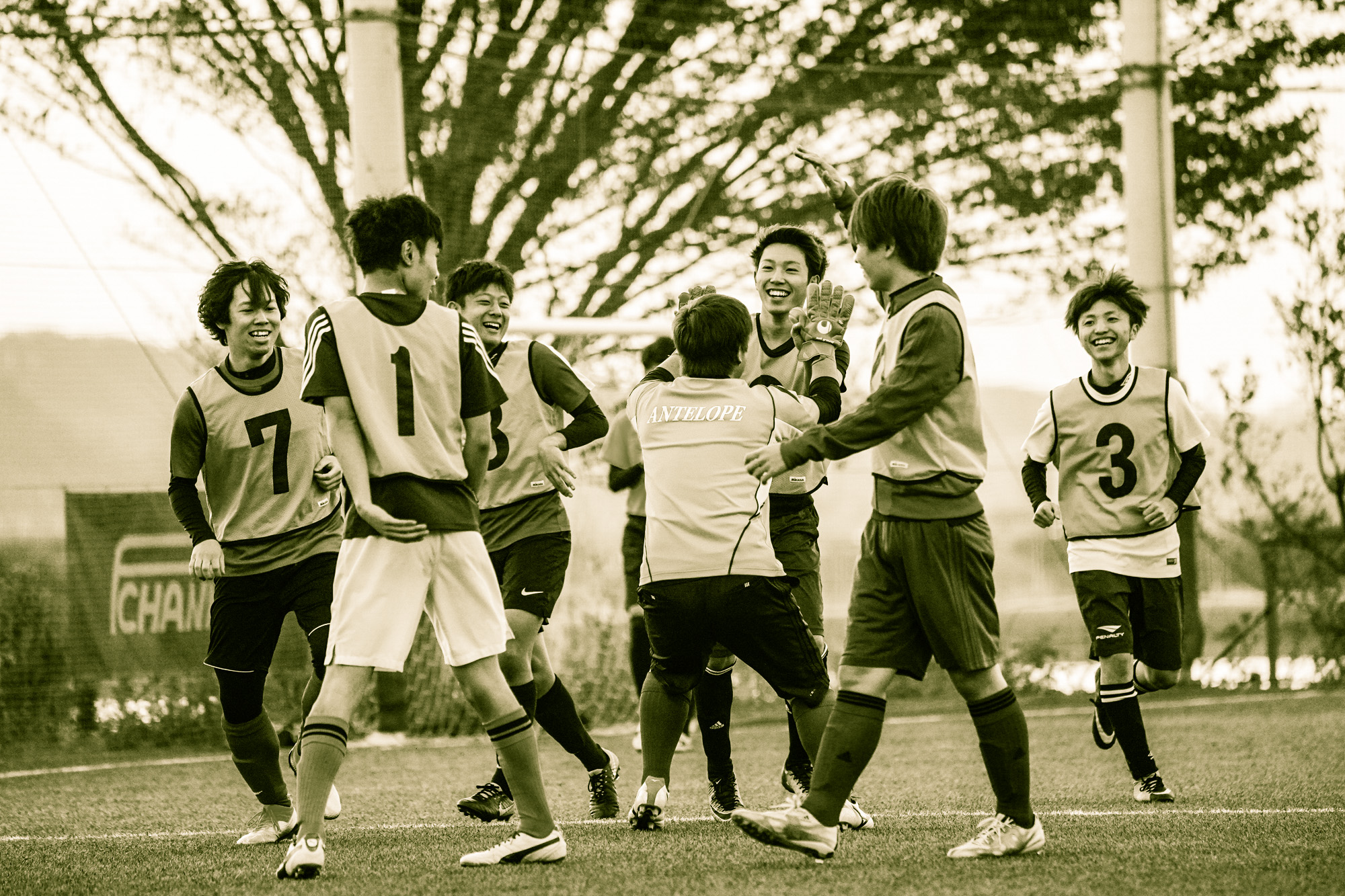

株式会社クリエイティブヘッズは、東京都新宿区に本店を、東京都多摩市に営業本部を置くスポーツイベント企画運営・スポーツ施設運営などを主業とする株式会社である。

## 概要
スポーツイベント（サッカー・ソサイチ・フットサル・ビーチサッカーのアマチュア向け大会）企画運営を中核事業とし、直営のフットサルコート運営、西武鉄道株式会社から受託したサッカーパーク運営、ジュニア向けフットサル・バスケットボールスクール、スポーツ用品ウェブショップ運営などを手がける。
2002年5月にフットサルコートの1号店となる「フットサルステージ町田」を東京都町田市に開業、ほぼ同時にスポーツイベント部門のひとつである「エフチャンネル」の営業を開始した。
以降、2003年4月に「フットサルステージ大和」を神奈川県大和市に、2005年5月に「フットサルステージ小平」を東京都小平市に、2006年4月に「フットサルステージ調布」を東京都調布市に、2007年11月に「フットサルステージ多摩」を東京都多摩市に開業させながら、「エフチャンネル」の拡大を図った。「エフチャンネル」は当初、フットサルステージ内の大会開催を中心としていたが、西武ドームにおけるフットサル大会やJリーグ横浜Fマリノスと事業提携をしたソサイチ大会なども開催。その後拡大を続け、2013年12月に「エフチャンネル関西」が始動、2014年1月現在では関東・関西の約60カ所で年間1,500もの大会を開催するようになった。
「フットサルステージ町田」「フットサルステージ大和」は土地の賃貸借期間の終了に伴いすでに閉店、「フットサルステージ調布」は2011年2月に他社へ売却している。「フットサルステージ小平」は2010年10月、JリーグチームFC東京のホームタウン活動拠点とすべく事業提携し、「FC東京パーク小平天神」と名称変更した。「フットサルステージ多摩」は京王・小田急・多摩都市モノレールの多摩センター駅から徒歩5分の場所にあるインドア施設であり、利用者からは非常に高い評価を受けている。なお、この施設はFリーグASVペスカドーラ町田およびbjリーグ東京サンレーヴスの公式練習場となっている。

## 事業紹介
｜大会企画・運営
- エフチャンネル

ソサイチ（7人制サッカー）・フットサル・ビーチサッカーのアマチュア向け大会を年間2,400大会（2018年度実績）開催。
また F5WC(5人制サッカーワールドカップ)の日本事務局として、日本国内の予選及び決勝大会の運営と代表チームを世界大会へ派遣し、そのサポートをおこなう。
｜ソサイチ普及活動の支援
- 一般社団法人日本ソサイチ連盟

一般社団法人日本ソサイチ連盟が主催するソサイチの地域リーグ、海外遠征活動などを全面的に支援する。
※一般社団法人日本ソサイチ連盟はJFAグラスルーツ推進・賛同パートナーとして認定されている。
｜施設開発・運営・メンテナンス・コンサルティング
長年に渡り多くの施設の開発や運営、ならびに大会の企画や運営に携わってきた経験を活かし、より良い施設づくり、施設運営のお手伝いをしている。
- FIES UP(フィーズアップ)

｜施設運営

同社は次の3つの施設を運営している。
- J-SOCIETY FOOTBALL PARK 多摩フットサルステージを改称(東京都多摩市)

屋内フットサルコート3面。可動式バスケットゴール4基。カフェ・治療院も併設されている。
Fリーグ所属ASVペスカドーラ町田が公式練習場として使用。国内最高峰のスペックを誇っている。
- J-SOCIETY FOOTBALL PARK調布(東京都調布市)

一般社団法人日本ソサイチ連盟が東京都調布市に所有する日本初のソサイチ専用施設の運営を受託している。
- E’s CAFE(東京都多摩市)

フットサルステージに併設するレストラン＆スポーツダイニングバー。
一般社団法人パラSCエスペランサと共同で運営し、 徹底的においしい料理にこだわりながら障がい者の自立を支援している。

## 沿革
- 2002.05　東京都町田市に “フットサルステージ町田” を開店 ※2010年4月賃貸借契約期間の終了に伴い閉店
- 2002.08　”エフチャンネル” の営業を開始
- 2003.04　神奈川県大和市に “フットサルステージ大和” を開店 ※2009年3月賃貸借契約期間の終了に伴い閉店
- 2005.05　東京都小平市に “フットサルステージ小平” を開店
- 2006.04　東東京都調布市に “フットサルステージ調布” を開店 ※2011年2月他社に譲渡
- 2007.09　Fリーグ開幕日に合わせ 国立代々木競技場内に “フットサルステージ代々木” を1日限定で開設
- 2007.11　東京都多摩市に “フットサルステージ多摩” を開店 ※2013年4月 “フットサルステージ” に名称変更
- 2007.11　東京都多摩市に営業本部を開設
- 2010.05　“エフチャンネル” が関西エリアで営業を開始
- 2010.10　フットサルステージ小平を FC 東京パーク小平天神に改称 ※2021年8月賃貸借契約期間の終了に伴い閉店
- 2012.12　一般社団法人 日本ソサイチ連盟の運営支援を開始
- 2013.04　公益財団法人 横浜市体育協会より “横浜みなとみらいスポーツパーク” の施設運営を受託
- 2013.12　大阪営業所を開設
- 2014.08　”エフチャンネル” が北海道エリアで営業を開始
- 2016.01　”エフチャンネル” がソサイチの全国大会を開催
- 2016.07　”エフチャンネル” が東海エリアで営業を開始
- 2016.07　一般社団法人 日本障がい者サッカー連盟のパートナーとなる
- 2017.01　一般社団法人 日本ソサイチ連盟が主催するFootball 7 Society League 関東リーグ(以下F7SL)の運営を開始
- 2017.03　一般社団法人 日本ソサイチ連盟が主催する”F7SL関西リーグ” の運営を開始
- 2017.05　一般社団法人 日本ソサイチ連盟が主催する”F7SL東海リーグ” の運営を開始
- 2017.07　一般社団法人 日本ソサイチ連盟が主催する”F7SL北海道リーグ” の運営を開始
- 2017.09　一般社団法人 日本ソサイチ連盟が主催する「ソサイチ日本代表ブラジル遠征」の活動をサポート
- 2017.12　“エフチャンネル” の登録メンバーが20,000 チームを超える
- 2018.05　一般社団法人 日本ソサイチ連盟 “J-SOCIETY FOOTBALL PARK 調布” の運営を受託し営業開始
- 2018.06　F5WC (5 人制サッカーワールドカップ ) の日本事務局となる
- 2018.10　“エフチャンネル” が北信越エリアで営業開始
- 2019.04　“エフチャンネル” が九州エリアで営業開始
- 2019.05　フットサルステージに併設するカフェ “E’s CAFE” の営業を開始
- 2019.06　一般社団法人 日本ソサイチ連盟が主催する”F7SL九州・北信越・東北リーグ” の運営を開始
- 2021.09　“エフチャンネル” の登録メンバーが38,000 チームを超える
- 2021.11　公益財団法人 日本サッカー協会より「日本のサッカーの発展に多大なる貢献をした」として表彰される
- 2022.05　フットボール事業 20 周年を迎える
- 2022.06　フットサルステージをソサイチの普及拠点と位置づけ “J-SOCIETY FOOTBALL PARK 多摩” に改称